# Johann Christian Fiedler

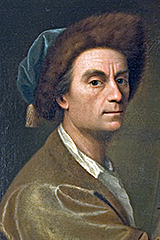
Selbstbildnis Fiedlers aus dem Jahr 1752

Johann Christian Fiedler (* 31. Oktober 1697 in Pirna; † 5. September 1765 oder 1768 in Darmstadt) war ein deutscher Hofmaler.

## Leben und Werk
Fiedler war ein Sohn der Eheleute Johann und Eva Fiedler. Sein Vater war Malz- und Braumeister, die Mutter entstammte der ratsfähigen, alteingesessenen Pirnaer Familie Fritzsche. Johann Christian Fiedler absolvierte zunächst die Lateinschule in seiner Geburtsstadt und studierte ab 1715 die Rechte in Leipzig, interessierte sich dann aber mehr für Kunst. 1717 begann er Miniaturen zu malen, die er 1719 auf der Braunschweiger Messe präsentierte. Nach Leipzig zurückgekehrt, versuchte er sich zunächst autodidaktisch an der Ölmalerei; um 1720 ging er mit Unterstützung des Herzogs August Wilhelm von Braunschweig nach Paris und ließ sich bei Hyacinthe Rigaud und Nicolas de Largillière zum Maler ausbilden. Anschließend sollte er ein Amt als Hofmaler in Wolfenbüttel antreten. Seine Heimreise führte ihn 1724 allerdings über Darmstadt, wo er die Bekanntschaft des dortigen Landgrafen machte und ein anderes Stellenangebot erhielt, das ihm 400 fl. jährlich einbringen sollte.

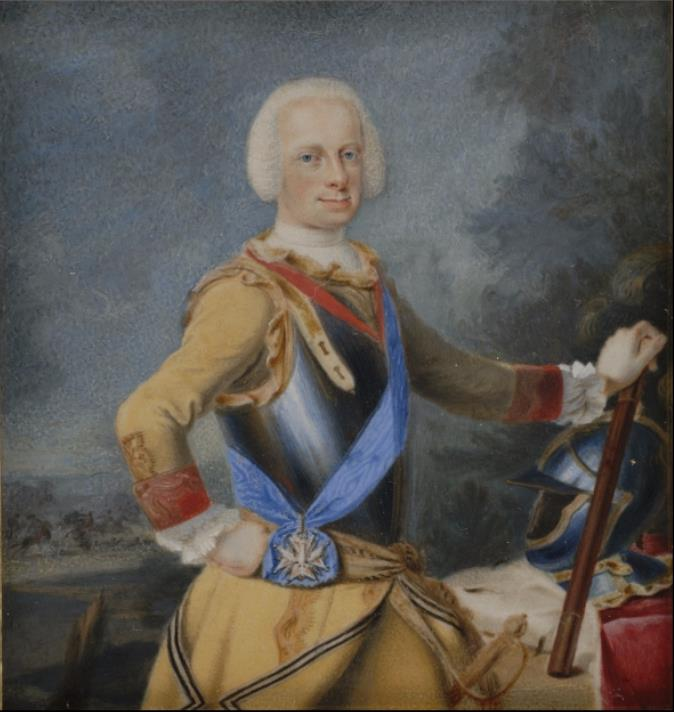
Ludwig VIII. Landgraf von Hessen-Darmstadt

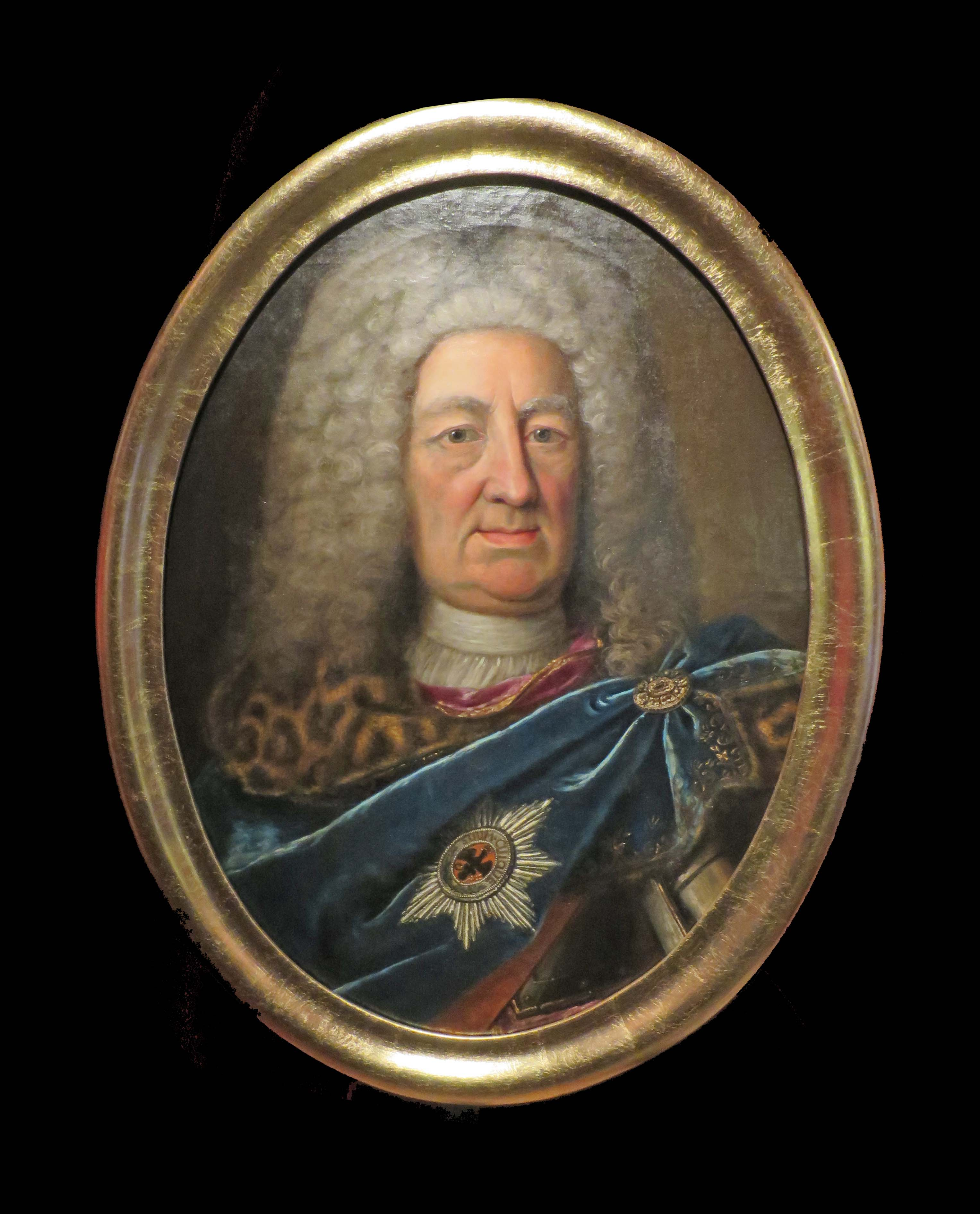
Johann Reinhard III. Graf von Hanau, 1727

Ab 1725 lebte und arbeitete er in Darmstadt, wo er zunächst unter dem Landgrafen von Hessen-Darmstadt Ernst Ludwig und dann unter dessen Sohn und Nachfolger Ludwig VIII. Hofmaler war.
Fiedler wird dem Kreis der Frankfurter „Goethe-Maler“ zugerechnet. Er war mit Johann Alexander Thiele befreundet, den er in einem Ölgemälde porträtierte. Dieses Bild war 2009 in der Dresdener Sonderausstellung Wunschbilder – Sehnsucht und Wirklichkeit – Malerei des 18. Jahrhunderts für Dresden zu sehen.
Aus dem Jahr 1752 stammt ein Selbstbildnis, das ihn an einem Porträt des Landgrafen Ludwig VIII. malend zeigt. Dieses Gemälde war lange Zeit zwar aus schriftlichen Quellen bekannt, aber verschollen. Seit 2008 befindet es sich im Jagdschloss-Museum Kranichstein. Es gehört zu den wenigen Bildern, die Fiedler signierte und datierte.
Neben Porträts hochgestellter Persönlichkeiten und zahlreichen Selbstporträts malte Fiedler unter anderem auch ein Begräbnis Christi, die Jahreszeiten und mehrere Stillleben.
Fiedler, der ab seinem 40. Lebensjahr an Steinleiden und Gicht litt, soll an der Auszehrung gestorben sein. Er wurde neben der Darmstadter Stadtkirche begraben. Das Grab wurde mit einem Denkmal geschmückt, das der Hofbildhauer Eckhard gestaltet hatte. Es zeigte sein Bildnis in einem Medaillon sowie eine personifizierte Alte Zeit und einen Genius mit Palette und trug außer Namen und Lebensdaten die Aufschrift:
Wer seine Größe kennt, muss mit verdienten Zähren

Die Asche meines Freund's und meines Lieblings ehren,

Er war, was wenig sind, der Laster strenger Feind,

Ein unverstellter Christ, ein wahrer Menschenfreund;

Im Leben war er groß, im Tode ohne Zittern,

Wer so wie Fiedler lebt, den kann kein Kreuz erschüttern.
Der Maler Karl Friedrich Hirschberg war ein Neffe Fiedlers. Er war Hofmaler in Buchsweiler. Zu Fiedlers Schülern gehörte Gottlieb Friedrich Riedel und Johann Valentin Tischbein.